# Forêt nationale Carson
Pour les articles homonymes, voir Carson.
La forêt nationale Carson est une forêt nationale des États-Unis dans le Nord du Nouveau-Mexique. Elle recouvre 6 070 km2  et est  administrée par l'Office national des forêts des États-Unis. La politique dite « d'usage mixte » de l'Office des forêts autorise son utilisation pour les loisirs, le pâturage et l'extraction de ressources naturelles. 
La forêt était autrefois habitée par le peuple des  Pueblos (Anasazis), qui a laissé  des ruines d'habitations en  adobe et d'autres artéfacts dans un site archéologique maintenant appelé le Site culturel de Pot Creek. Certaines zones de la forêt ont été concédées aux colons par la monarchie espagnole et le gouvernement mexicain. Après la guerre américano-mexicaine, une forêt nationale fut établie à cet endroit et nommée d'après le pionnier américain Kit Carson. En 1967, l'Alianza Federal de Mercedes, une organisation consacrée à la  restauration des concessions de terres espagnoles et mexicaines a occupé Echo Amphitheater, une zone de la forêt, dans une tentative pour récréer une communauté de concessions comme dans le passé. Les occupants ont été chassés pour avoir outrepassé les permis accordés. En 1982, la forêt a augmenté sa superficie de 405 km2  lorsque la compagnie Pennzoil a donné son unité de la Valle Vidal au peuple américain.
Le pic Wheeler, la plus haute montagne du Nouveau-Mexique, se trouve également à cet endroit.

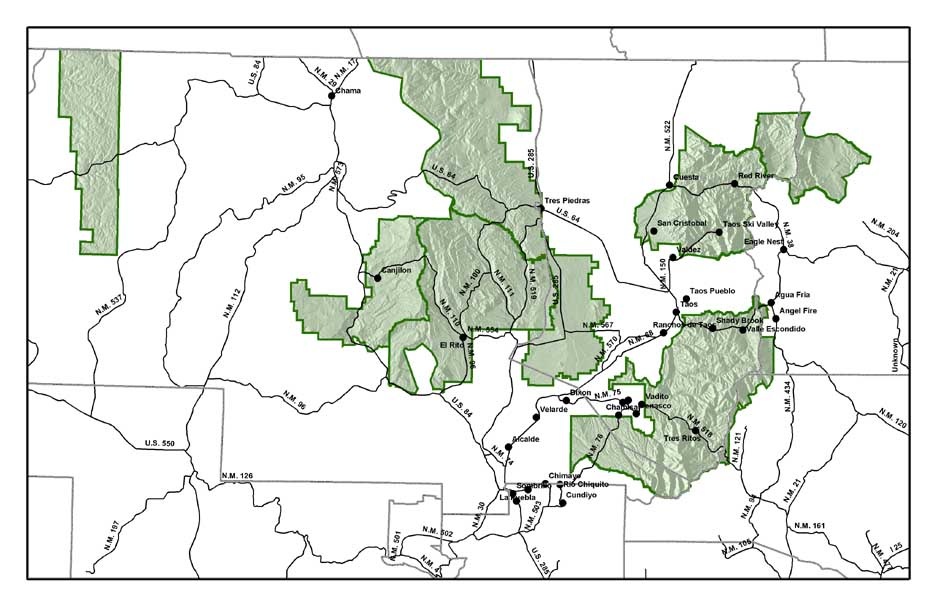
Carte de la forêt nationale de Carson.
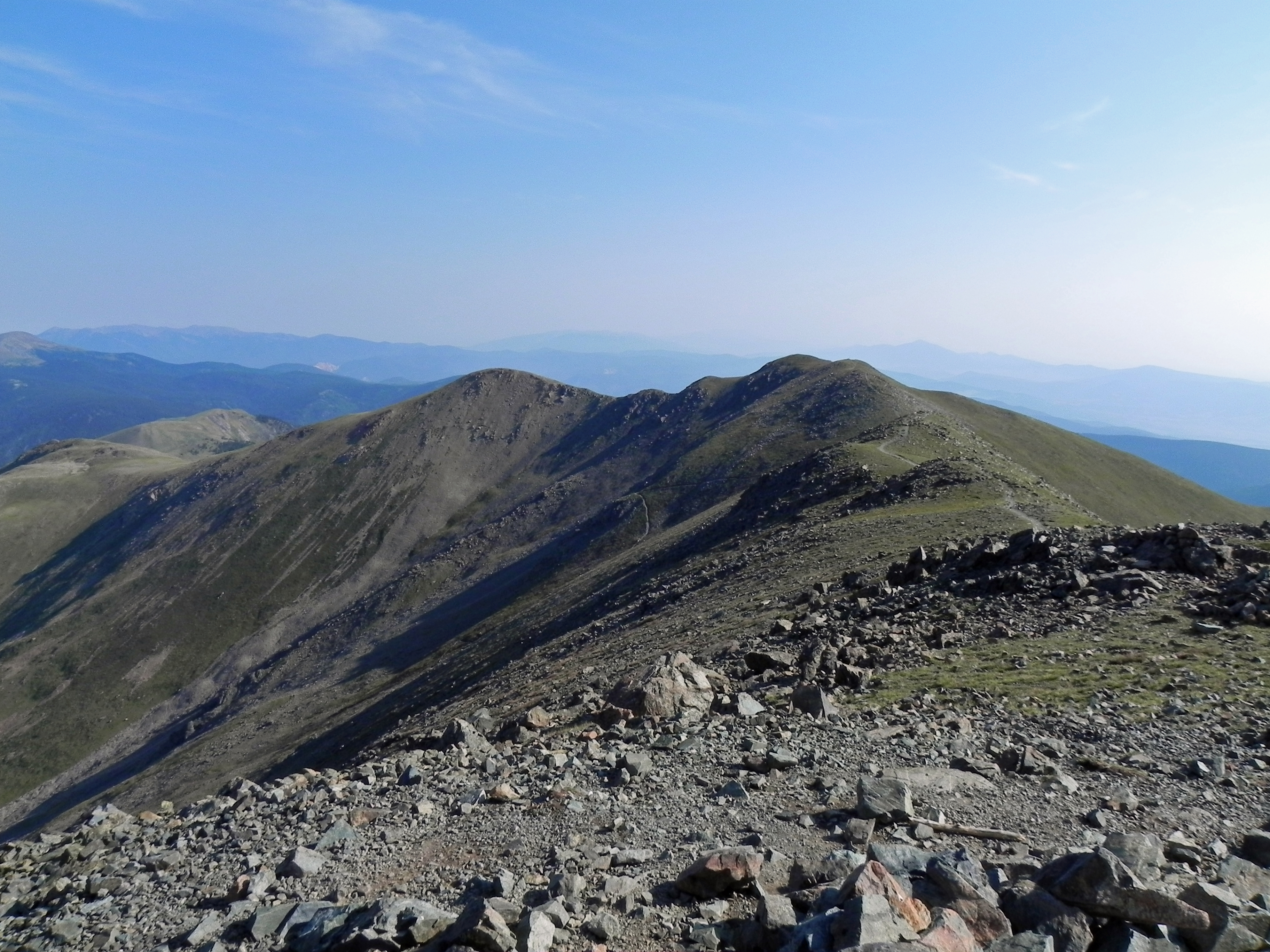
Le mont Walter.
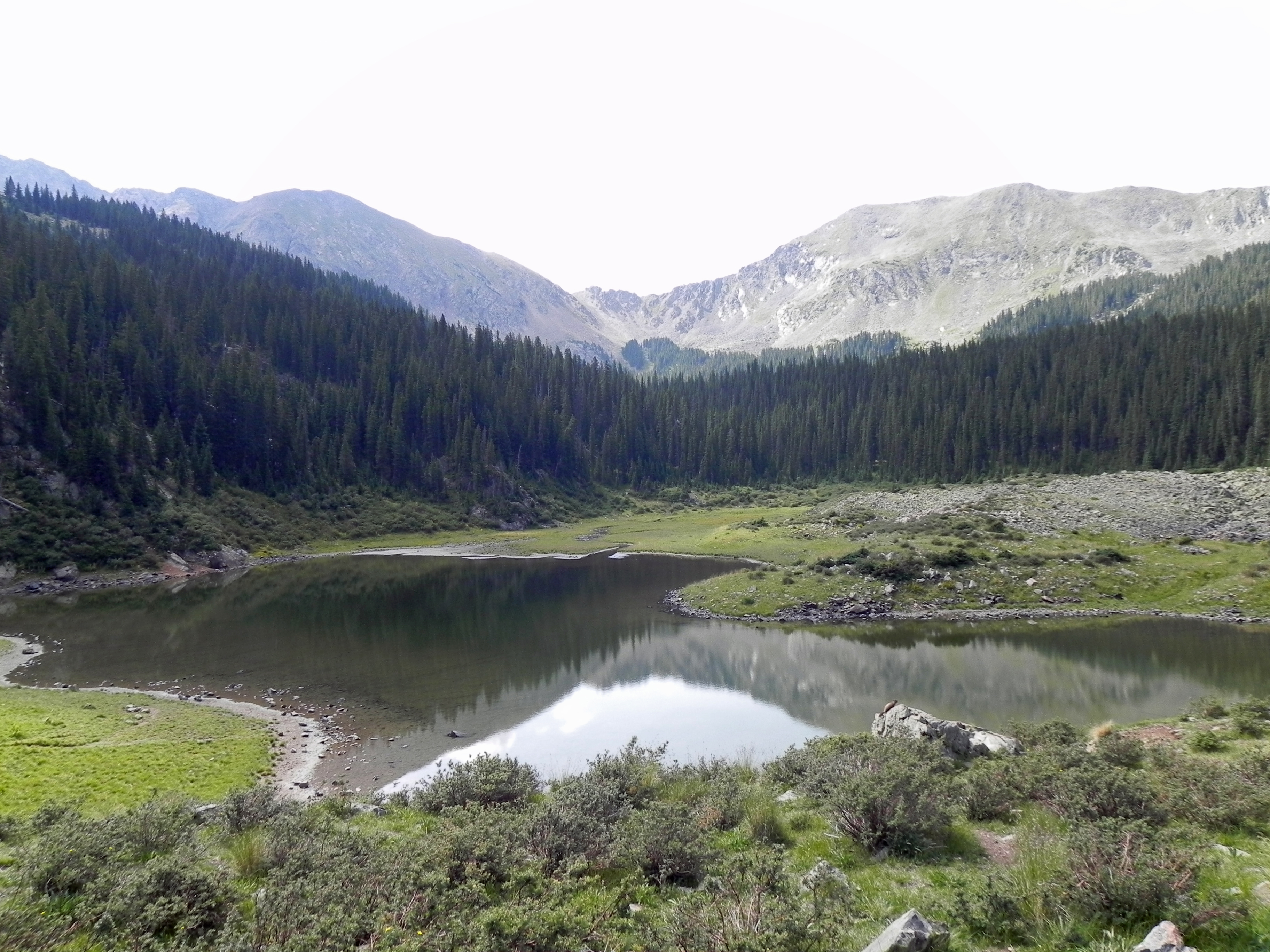
Le lac Williams.

## Source
- (en) Cet article est partiellement ou en totalité issu de l’article de Wikipédia en anglais intitulé « Carson National Forest » (voir la liste des auteurs).

1. ↑  [réf. souhaitée]